# Frédéric Lyna
Frédéric Lyna (Kapellen, 10 januari 1888 – Jumet, 19 augustus 1970) was een Belgische kunsthistoricus, hoofdbibliotecaris van de Koninklijke Bibliotheek van België en hoogleraar.

## Biografie
Frédéric Lyna volgde de humaniora in Tienen en studeerde daarna letteren en wijsbegeerte (Germaanse filologie) aan de universiteit in Leuven waar hij in 1910 doctoreerde. Hij trad in 1911 in dienst van de Koninklijke Bibliotheek van België, waar hij tot zijn pensionering in 1953 zou blijven. Hij begon als stagiair, werd bibliothecaris-bibliograaf in 1913, eerstaanwezend bibliothecaris in 1919 en adjunctconservator van de afdeling handschriften in 1927. In 1936 werd hij benoemd tot conservator en in 1944 werd hij benoemd tot hoofdbibliothecaris.
In 1937 werd hij docent in de miniatuurkunst aan de Universiteit Gent en in 1946 richtte hij samen met Camille Gaspar en François Masai het tijdschrift Scriptorium op.
Lyna bestudeerde de Franse en Vlaamse handschriften uit de gotische periode, in het bijzonder de handschriften die vervaardigd werden voor de vorsten-mecenassen tijdens de 14e en 15e eeuw. Hij was de specialist van de Vlaamse miniatuur en een pedagoog die het onderzoek van handschriften in de belangstelling wou plaatsen.

## Werken
Frédéric Lyna publiceerde 159 werken, zijn artikelen verschenen in 347 publicaties.
Enkele van zijn bijzonderste werken of belangrijke werken waaraan hij meewerkte zijn:
- Les principaux manuscrits à peintures de la Bibliothèque royale de Belgique, 19 edities tussen 1937 en 1984
- Le mortifiement de vaine plaisance de René d'Anjou; étude du texte et des manuscrits à peintures.
- Philippe le Bon et ses beaux livres.
- De Vlaamsche miniatuur van 1200 tot 1530.
- Catalogue des manuscrits de la Bibliothèque royale de Belgique.
- Ex-libris de Manuscrits conservés au Cabinet des Manuscrits de la Bibliothèque royale de Belgique
- Les principaux manuscrits à peintures de la Bibliothèque royale de Belgique